# Садки (Ульяновская область)
Садки — деревня в Цильнинском районе, Ульяновской области. Входит в Большенагаткинское сельское поселение.

## История
В конце 1819 года вдова статского советника Авдотья Ивановна Белякова, приобрела землю у отставного лейтенанта флота Петра Борисовича Бестужева и поселила на ней крестьян основав деревню Садки.
В 1859 году деревня Садки входила в состав 1-го стана Симбирского уезда Симбирской губернии.
В 1900 году в деревне Безводовке (Садки) в 29 дворах жило: 112 м и 113 ж.;
В 1903 году в селе 38 дворов (проживает 137 муж и 139 жен).

## Население
| 2010 |
| ---- |
| 224  |

## Транспорт
От трассы А-151 (Сызрань-Цивильск) проложена асфальтированная дорога.